# 霊感の舘
『霊感の舘』（れいかんのやかた、Beaubourg）は、ヴァンゲリスのアルバム。

## 収録曲
1. 霊感の舘 (17:50)
2. 霊感の舘 (20:42)

## 概要
RCAレコードで『螺旋』に続いてリリースした4作目のアルバム。原題のBeaubourgとは、パリのポンピドゥー・センター内にある現代美術館のこと。
ヴァンゲリスのそれまでのアルバムとは趣きが異なり、リングモジュレーターで変調したシンセサイザーによって、無調のインプロヴィゼーションが続くが、Part 1 は4つの部分に、Part 2 は7つの部分に分けられる。
本作アルバムのオビやライナーノーツでも、メロディが無いアバンギャルドな即興演奏、という解説がなされている。

ただし、断片的だがところどころ和声的な進行もあり、完全な無調音楽というわけではない。

## 備考
日本国内盤CDでは一部に「舘」でなく「館」の表記を用いた例がある。